# Lorentz Isak de la Rose
Lorentz Isak de la Rose, född 11 juni 1746, död 6 februari 1817 i S:t Laurentii församling, Östergötlands län, var borgmästare i Söderköping.

## Biografi
De la Rose föddes 1746. Han var son till borgmästaren Leonard De la Rose i Skanör. De la Rose blev 1763 student vid Lunds universitet och avlade hovrättsexamen 1770. Han var från 1776 till 1808 borgmästare i Söderköpings stad. De la Rose avled 1817 på Borgöre i Söderköping.
De la Rose gifte sig 1785 med Anna Maria Älf.